# Club de Natación Alcorcón
Club de Natación Alcorcón foi um clube de polo aquático espanhol da cidade de Alcorcón.

## História
O Club de Natación Alcorcón foi fundado em 1989 e dissolvido em 2010.

## Títulos
- Liga Espanhola Feminina
  - 2006